# Route territoriale 50
Pour les articles homonymes, voir T50 et Route 50.
La route territoriale 50, ou RT 50, est une route territoriale française reliant Corte à Aléria depuis automne 2014, remplaçant la quasi-totalité de la route nationale 200, dans le cadre du schéma directeur des routes territoriales de Corse 2011-2021,.

## Histoire
La route nationale 200, classée par décret du 16 juin 1856, a été construite en 1860-1861.
En 2014, le tronçon de Corte à Aléria devient la RT 50 tandis que l'accès à la plage de Padulone à Aléria (2 km) devient la RT 501.

## De Corte à Aléria
Les communes traversées sont :
- Corte (km 0)
- Poggio-di-Venaco
- Riventosa
- Santo-Pietro-di-Venaco
- Venaco
- Noceta
- Altiani
- Piedicorte-di-Gaggio
- Giuncaggio
- Antisanti
- Pancheraccia
- Aléria (km 48)

## Ouvrages d'art
Le tracé de la RT 50 a été modifié par endroits en raison de glissements de terrain fréquents dans la traversée des gorges du Tavignano, avec le percement d'un tunnel au lieu-dit « L'Isolella » sur la commune de Giuncaggio et le nouveau pont d'Antisanti. 
Par ailleurs, le tracé a été rectifié entre deux points noirs, deux anciens ouvrages à voie unique, par la construction de deux nouveaux ponts routiers à deux voies :
- le premier, achevé, est celui doublant le Pont'à u large, pont génois d'Altiani de la RT 50 sur le Tavignano classé Monument historique[5],
- le second est le nouveau pont d'Ajiunta sur le Vecchio, peu avant sa confluence avec le Tavignano. Cet ouvrage est « à cheval » sur les communes de Venaco et de Noceta.

## Galerie

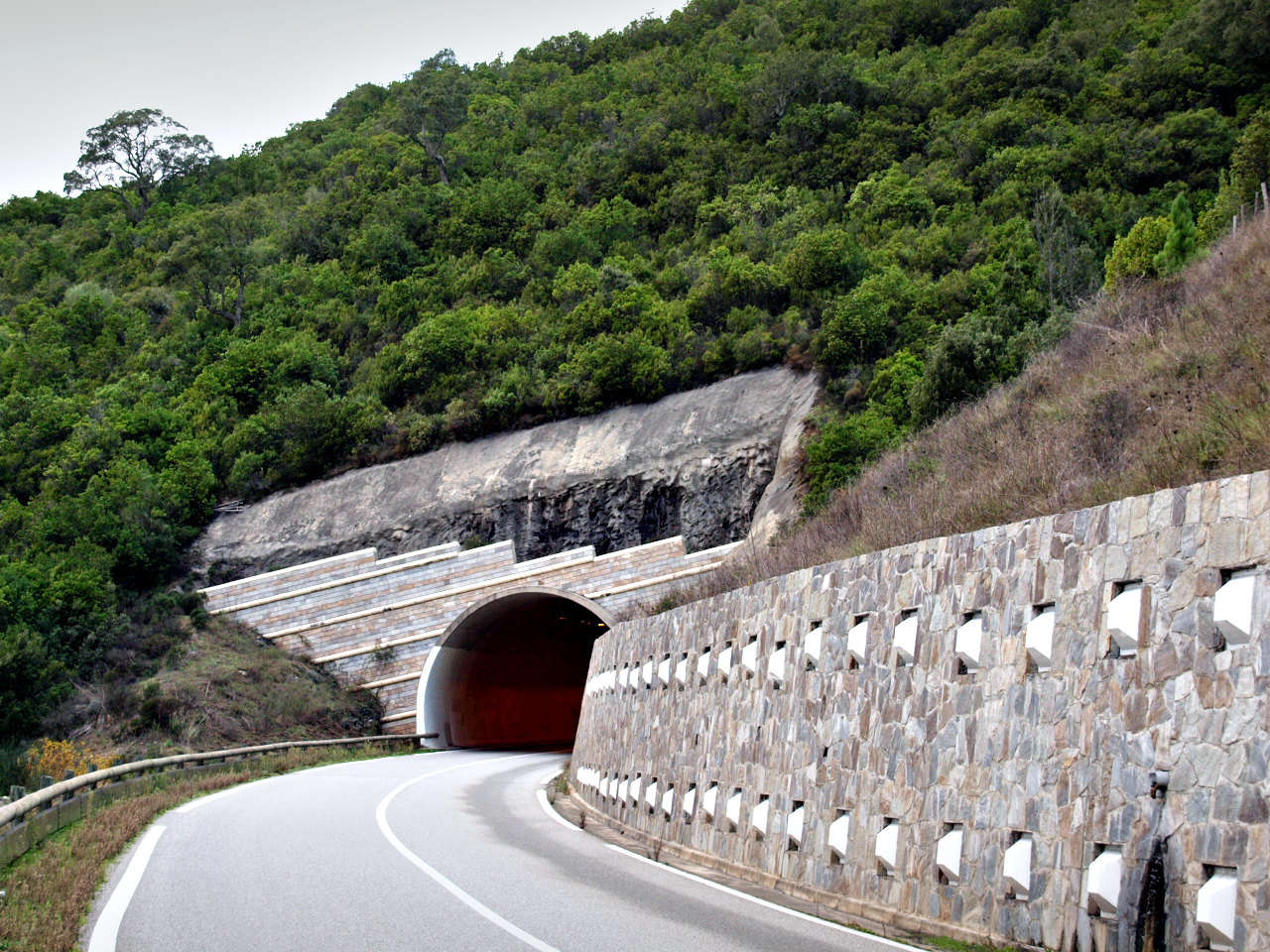
Tunnel de l'Isolella côté Est
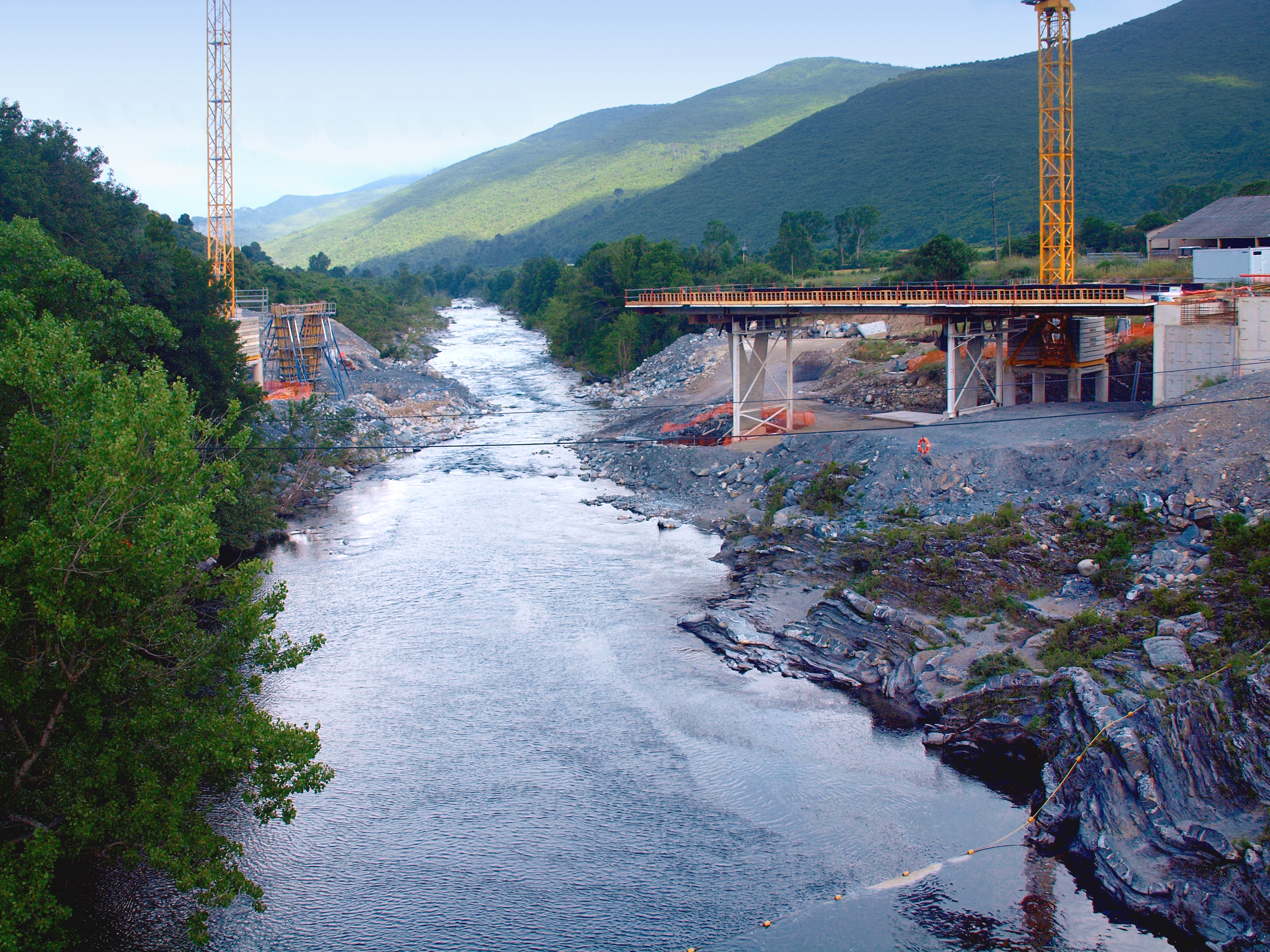
Nouveau pont d'Altiani en construction
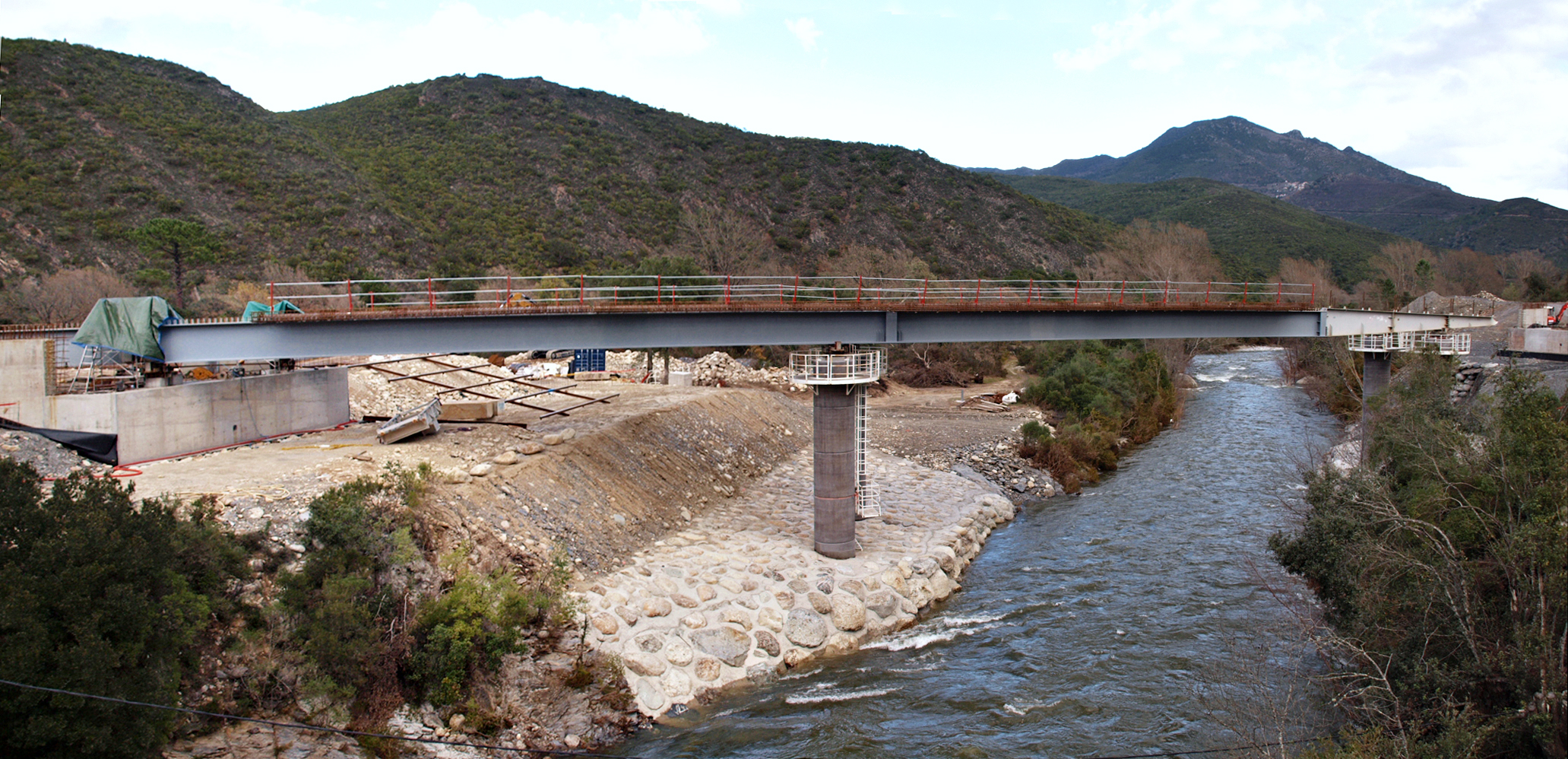
Nouveau pont d'Ajiunta en construction